# Острів любові (телесеріал)
«Острів любові»  — український телесеріал режисера Олега Бійми, складається з 10 фільмів, знятих у 1995 році на «Укртелефільмі».

## Синопсис
Серіал складають десять фільмів, в основі яких любовно-еротичні твори української літератури від середини XIX століття до наших днів. Фільми досліджують любов як багатовимірне явище. Це своєрідний ретроспективний зріз історії суспільства, культури, мистецтва. Простежуються зміни у ставленні до жінки, матері, коханої.

## У ролях
- Вікторія Малекторович
- Нонна Копержинська
- Юрій Розстальний
- Йосип Найдук
- Володимир Терещук, Олексій Богданович
- Сергій Васянович
- Олександр Герасимчук
- Тетяна Клюєва
- Олег Комаров
- Ярослав Маковійчук
- Антон Мухарський
- Віталій Полусмак
- Юрій Критенко
- Михайло Голубович
- Людмила Травникова
- Наталія Гебдовська
- Радмила Щоголєва
- Олена Єрьоменко, Леся Липчук, Соломійка Жилінська, Анна Кондаракіс
- Грегуар Даг'є, Олександр Кочубей
- Наталія Наум
- Микола Філіппов, Христина Ланська, Анатолій Кравчук
- Олег Савкін
- Валерія Чумакова
- Ірина Мельник
- Любов Кожедуб
- Володимир Шакало, Олена Кечина
- Олександр Гай, Сергій Кучеренко, Тетяна Олексенко
- Вадим Яковенко, Анастасія Звєрина, Алла Наталушко
- Костянтин Степанков, Єлизавета Слуцька, Ніна Шаролапова
- Матвій Никитін, Наталія Єгорова, Марта Ружа
- Тетяна Кравченко, Римма Зюбіна, Олександр Герасимчук, Олег Комаров
- Тарас Денисенко, Володимир Ямненко
- Тамара Яценко, Інна Капінос, Алла Сергійко
- Марина Могилевська
- Лідія Яремчук, Галина Черняк, Олена Хижна
- Станіслав Москвін в ролі Сержа Ломазіді

## Виробництво
Фільмування серіалу проходило у Львові та Києві в 1995 році.

## Список серій
- Серія перша. «Острів любові» (За сюжетами Олександра Олеся)
- Серія друга. «Сон» (За сюжетами Марка Вовчка).
- Серія третя. «Природа» (За сюжетами Ольги Кобилянської).
- Серія четверта. «Вирок» (За сюжетами Марка Черемшини).
- Серія п'ята. «Киценька» (За сюжетами Івана Франка).
- Серія шоста. «Дияволиця» (За сюжетами Гната Хоткевича).
- Серія сьома. «Поєдинок» (За сюжетами Михайла Коцюбинського).
- Серія восьма. «Заручини» (За сюжетами Володимира Винниченка).
- Серія дев'ята. «Наречена» (За сюжетами Михайла Могилянського).
- Серія десята. «Блуд» (За сюжетами Євгена Гуцала).